# Lista di asteroidi (45001-46000)
Di seguito una lista di asteroidi dal numero 45001 al 46000 con data di scoperta e scopritore.

## 45001-45100
| Nome            | Designazione provvisoria | Data di scoperta | Scopritore                  |
| --------------- | ------------------------ | ---------------- | --------------------------- |
| 45001 -         | 1999 VZ186               | 15 novembre 1999 | LINEAR                      |
| 45002 -         | 1999 VS193               | 3 novembre 1999  | LONEOS                      |
| 45003 -         | 1999 VL194               | 1 novembre 1999  | CSS                         |
| 45004 -         | 1999 VD197               | 2 novembre 1999  | CSS                         |
| 45005 -         | 1999 VR198               | 3 novembre 1999  | CSS                         |
| 45006 -         | 1999 VV198               | 3 novembre 1999  | CSS                         |
| 45007 -         | 1999 VD201               | 6 novembre 1999  | CSS                         |
| 45008 -         | 1999 VN201               | 3 novembre 1999  | LINEAR                      |
| 45009 -         | 1999 VR204               | 9 novembre 1999  | CSS                         |
| 45010 -         | 1999 VS209               | 11 novembre 1999 | CSS                         |
| 45011 -         | 1999 VC217               | 4 novembre 1999  | LINEAR                      |
| 45012 -         | 1999 VY222               | 7 novembre 1999  | LINEAR                      |
| 45013 -         | 1999 WK                  | 16 novembre 1999 | T. Kobayashi                |
| 45014 -         | 1999 WP                  | 18 novembre 1999 | T. Kobayashi                |
| 45015 -         | 1999 WQ                  | 16 novembre 1999 | P. Kušnirák                 |
| 45016 -         | 1999 WV2                 | 30 novembre 1999 | Kleť                        |
| 45017 -         | 1999 WK3                 | 28 novembre 1999 | T. Kobayashi                |
| 45018 -         | 1999 WS3                 | 28 novembre 1999 | T. Kobayashi                |
| 45019 -         | 1999 WU4                 | 28 novembre 1999 | T. Kobayashi                |
| 45020 -         | 1999 WC5                 | 28 novembre 1999 | T. Kobayashi                |
| 45021 -         | 1999 WE6                 | 28 novembre 1999 | K. Korlević                 |
| 45022 -         | 1999 WF6                 | 28 novembre 1999 | K. Korlević                 |
| 45023 -         | 1999 WM6                 | 28 novembre 1999 | K. Korlević                 |
| 45024 -         | 1999 WN7                 | 28 novembre 1999 | K. Korlević                 |
| 45025 -         | 1999 WY7                 | 29 novembre 1999 | K. Korlević                 |
| 45026 -         | 1999 WE8                 | 28 novembre 1999 | Uppsala-DLR Asteroid Survey |
| 45027 Cosquer   | 1999 WA9                 | 28 novembre 1999 | S. Sposetti                 |
| 45028 -         | 1999 WD9                 | 28 novembre 1999 | Črni Vrh                    |
| 45029 -         | 1999 WN9                 | 30 novembre 1999 | T. Kobayashi                |
| 45030 -         | 1999 WJ13                | 30 novembre 1999 | Spacewatch                  |
| 45031 -         | 1999 WR13                | 29 novembre 1999 | K. Korlević                 |
| 45032 -         | 1999 WL16                | 29 novembre 1999 | Spacewatch                  |
| 45033 -         | 1999 WL20                | 16 novembre 1999 | LINEAR                      |
| 45034 -         | 1999 XA2                 | 3 dicembre 1999  | C. W. Juels                 |
| 45035 -         | 1999 XB2                 | 3 dicembre 1999  | C. W. Juels                 |
| 45036 -         | 1999 XD3                 | 4 dicembre 1999  | CSS                         |
| 45037 -         | 1999 XP4                 | 4 dicembre 1999  | CSS                         |
| 45038 -         | 1999 XE6                 | 4 dicembre 1999  | CSS                         |
| 45039 -         | 1999 XW7                 | 4 dicembre 1999  | P. G. Comba                 |
| 45040 -         | 1999 XJ8                 | 3 dicembre 1999  | T. Kobayashi                |
| 45041 -         | 1999 XE10                | 5 dicembre 1999  | CSS                         |
| 45042 -         | 1999 XW10                | 5 dicembre 1999  | CSS                         |
| 45043 -         | 1999 XG11                | 5 dicembre 1999  | CSS                         |
| 45044 -         | 1999 XW12                | 5 dicembre 1999  | LINEAR                      |
| 45045 -         | 1999 XD17                | 7 dicembre 1999  | LINEAR                      |
| 45046 -         | 1999 XN20                | 5 dicembre 1999  | LINEAR                      |
| 45047 -         | 1999 XO20                | 5 dicembre 1999  | LINEAR                      |
| 45048 -         | 1999 XB21                | 5 dicembre 1999  | LINEAR                      |
| 45049 -         | 1999 XL21                | 5 dicembre 1999  | LINEAR                      |
| 45050 -         | 1999 XW21                | 5 dicembre 1999  | LINEAR                      |
| 45051 -         | 1999 XP22                | 6 dicembre 1999  | LINEAR                      |
| 45052 -         | 1999 XX23                | 6 dicembre 1999  | LINEAR                      |
| 45053 -         | 1999 XK26                | 6 dicembre 1999  | LINEAR                      |
| 45054 -         | 1999 XN26                | 6 dicembre 1999  | LINEAR                      |
| 45055 -         | 1999 XT26                | 6 dicembre 1999  | LINEAR                      |
| 45056 -         | 1999 XR27                | 6 dicembre 1999  | LINEAR                      |
| 45057 -         | 1999 XO29                | 6 dicembre 1999  | LINEAR                      |
| 45058 -         | 1999 XR29                | 6 dicembre 1999  | LINEAR                      |
| 45059 -         | 1999 XT29                | 6 dicembre 1999  | LINEAR                      |
| 45060 -         | 1999 XL30                | 6 dicembre 1999  | LINEAR                      |
| 45061 -         | 1999 XL31                | 6 dicembre 1999  | LINEAR                      |
| 45062 -         | 1999 XM31                | 6 dicembre 1999  | LINEAR                      |
| 45063 -         | 1999 XR31                | 6 dicembre 1999  | LINEAR                      |
| 45064 -         | 1999 XT31                | 6 dicembre 1999  | LINEAR                      |
| 45065 -         | 1999 XU31                | 6 dicembre 1999  | LINEAR                      |
| 45066 -         | 1999 XN32                | 6 dicembre 1999  | LINEAR                      |
| 45067 -         | 1999 XW32                | 6 dicembre 1999  | LINEAR                      |
| 45068 -         | 1999 XA34                | 6 dicembre 1999  | LINEAR                      |
| 45069 -         | 1999 XB35                | 6 dicembre 1999  | LINEAR                      |
| 45070 -         | 1999 XA36                | 6 dicembre 1999  | T. Kagawa                   |
| 45071 -         | 1999 XA37                | 7 dicembre 1999  | J. M. Roe                   |
| 45072 -         | 1999 XC37                | 7 dicembre 1999  | C. W. Juels                 |
| 45073 Doyanrose | 1999 XN37                | 7 dicembre 1999  | J. Ruthroff                 |
| 45074 -         | 1999 XA38                | 6 dicembre 1999  | S. Sposetti                 |
| 45075 -         | 1999 XB38                | 6 dicembre 1999  | S. Sposetti                 |
| 45076 -         | 1999 XQ38                | 8 dicembre 1999  | LINEAR                      |
| 45077 -         | 1999 XU39                | 6 dicembre 1999  | LINEAR                      |
| 45078 -         | 1999 XZ39                | 6 dicembre 1999  | LINEAR                      |
| 45079 -         | 1999 XZ41                | 7 dicembre 1999  | LINEAR                      |
| 45080 -         | 1999 XB43                | 7 dicembre 1999  | LINEAR                      |
| 45081 -         | 1999 XE44                | 7 dicembre 1999  | LINEAR                      |
| 45082 -         | 1999 XF44                | 7 dicembre 1999  | LINEAR                      |
| 45083 -         | 1999 XQ44                | 7 dicembre 1999  | LINEAR                      |
| 45084 -         | 1999 XG45                | 7 dicembre 1999  | LINEAR                      |
| 45085 -         | 1999 XH45                | 7 dicembre 1999  | LINEAR                      |
| 45086 -         | 1999 XE46                | 7 dicembre 1999  | LINEAR                      |
| 45087 -         | 1999 XM46                | 7 dicembre 1999  | LINEAR                      |
| 45088 -         | 1999 XX46                | 7 dicembre 1999  | LINEAR                      |
| 45089 -         | 1999 XA47                | 7 dicembre 1999  | LINEAR                      |
| 45090 -         | 1999 XA49                | 7 dicembre 1999  | LINEAR                      |
| 45091 -         | 1999 XT49                | 7 dicembre 1999  | LINEAR                      |
| 45092 -         | 1999 XD50                | 7 dicembre 1999  | LINEAR                      |
| 45093 -         | 1999 XF52                | 7 dicembre 1999  | LINEAR                      |
| 45094 -         | 1999 XX53                | 7 dicembre 1999  | LINEAR                      |
| 45095 -         | 1999 XE55                | 7 dicembre 1999  | LINEAR                      |
| 45096 -         | 1999 XE56                | 7 dicembre 1999  | LINEAR                      |
| 45097 -         | 1999 XL59                | 7 dicembre 1999  | LINEAR                      |
| 45098 -         | 1999 XK66                | 7 dicembre 1999  | LINEAR                      |
| 45099 -         | 1999 XN66                | 7 dicembre 1999  | LINEAR                      |
| 45100 -         | 1999 XZ66                | 7 dicembre 1999  | LINEAR                      |

## 45101-45200
| Nome    | Designazione provvisoria | Data di scoperta | Scopritore            |
| ------- | ------------------------ | ---------------- | --------------------- |
| 45101 - | 1999 XA68                | 7 dicembre 1999  | LINEAR                |
| 45102 - | 1999 XN69                | 7 dicembre 1999  | LINEAR                |
| 45103 - | 1999 XJ70                | 7 dicembre 1999  | LINEAR                |
| 45104 - | 1999 XY73                | 7 dicembre 1999  | LINEAR                |
| 45105 - | 1999 XU74                | 7 dicembre 1999  | LINEAR                |
| 45106 - | 1999 XX74                | 7 dicembre 1999  | LINEAR                |
| 45107 - | 1999 XA75                | 7 dicembre 1999  | LINEAR                |
| 45108 - | 1999 XD76                | 7 dicembre 1999  | LINEAR                |
| 45109 - | 1999 XZ76                | 7 dicembre 1999  | LINEAR                |
| 45110 - | 1999 XH77                | 7 dicembre 1999  | LINEAR                |
| 45111 - | 1999 XJ77                | 7 dicembre 1999  | LINEAR                |
| 45112 - | 1999 XG78                | 7 dicembre 1999  | LINEAR                |
| 45113 - | 1999 XZ78                | 7 dicembre 1999  | LINEAR                |
| 45114 - | 1999 XY81                | 7 dicembre 1999  | LINEAR                |
| 45115 - | 1999 XN82                | 7 dicembre 1999  | LINEAR                |
| 45116 - | 1999 XE83                | 7 dicembre 1999  | LINEAR                |
| 45117 - | 1999 XA85                | 7 dicembre 1999  | LINEAR                |
| 45118 - | 1999 XZ85                | 7 dicembre 1999  | LINEAR                |
| 45119 - | 1999 XA86                | 7 dicembre 1999  | LINEAR                |
| 45120 - | 1999 XX86                | 7 dicembre 1999  | LINEAR                |
| 45121 - | 1999 XZ86                | 7 dicembre 1999  | LINEAR                |
| 45122 - | 1999 XB88                | 7 dicembre 1999  | LINEAR                |
| 45123 - | 1999 XH88                | 7 dicembre 1999  | LINEAR                |
| 45124 - | 1999 XS88                | 7 dicembre 1999  | LINEAR                |
| 45125 - | 1999 XA89                | 7 dicembre 1999  | LINEAR                |
| 45126 - | 1999 XB89                | 7 dicembre 1999  | LINEAR                |
| 45127 - | 1999 XS89                | 7 dicembre 1999  | LINEAR                |
| 45128 - | 1999 XC91                | 7 dicembre 1999  | LINEAR                |
| 45129 - | 1999 XJ91                | 7 dicembre 1999  | LINEAR                |
| 45130 - | 1999 XQ91                | 7 dicembre 1999  | LINEAR                |
| 45131 - | 1999 XE92                | 7 dicembre 1999  | LINEAR                |
| 45132 - | 1999 XJ93                | 7 dicembre 1999  | LINEAR                |
| 45133 - | 1999 XM93                | 7 dicembre 1999  | LINEAR                |
| 45134 - | 1999 XN93                | 7 dicembre 1999  | LINEAR                |
| 45135 - | 1999 XN94                | 7 dicembre 1999  | LINEAR                |
| 45136 - | 1999 XO94                | 7 dicembre 1999  | LINEAR                |
| 45137 - | 1999 XH96                | 7 dicembre 1999  | LINEAR                |
| 45138 - | 1999 XC97                | 7 dicembre 1999  | LINEAR                |
| 45139 - | 1999 XP97                | 7 dicembre 1999  | LINEAR                |
| 45140 - | 1999 XW98                | 7 dicembre 1999  | LINEAR                |
| 45141 - | 1999 XZ100               | 7 dicembre 1999  | LINEAR                |
| 45142 - | 1999 XJ102               | 7 dicembre 1999  | LINEAR                |
| 45143 - | 1999 XO103               | 7 dicembre 1999  | LINEAR                |
| 45144 - | 1999 XA104               | 7 dicembre 1999  | Y. Shimizu, T. Urata  |
| 45145 - | 1999 XN105               | 8 dicembre 1999  | H. Shiozawa, T. Urata |
| 45146 - | 1999 XC106               | 11 dicembre 1999 | T. Kobayashi          |
| 45147 - | 1999 XA108               | 4 dicembre 1999  | CSS                   |
| 45148 - | 1999 XD109               | 4 dicembre 1999  | CSS                   |
| 45149 - | 1999 XN110               | 5 dicembre 1999  | CSS                   |
| 45150 - | 1999 XP110               | 5 dicembre 1999  | CSS                   |
| 45151 - | 1999 XB111               | 5 dicembre 1999  | CSS                   |
| 45152 - | 1999 XO112               | 11 dicembre 1999 | LINEAR                |
| 45153 - | 1999 XD113               | 11 dicembre 1999 | LINEAR                |
| 45154 - | 1999 XL113               | 11 dicembre 1999 | LINEAR                |
| 45155 - | 1999 XW113               | 11 dicembre 1999 | LINEAR                |
| 45156 - | 1999 XV114               | 11 dicembre 1999 | LINEAR                |
| 45157 - | 1999 XA117               | 5 dicembre 1999  | CSS                   |
| 45158 - | 1999 XJ117               | 5 dicembre 1999  | CSS                   |
| 45159 - | 1999 XQ119               | 5 dicembre 1999  | CSS                   |
| 45160 - | 1999 XS123               | 7 dicembre 1999  | CSS                   |
| 45161 - | 1999 XX123               | 7 dicembre 1999  | CSS                   |
| 45162 - | 1999 XX124               | 7 dicembre 1999  | CSS                   |
| 45163 - | 1999 XE127               | 9 dicembre 1999  | C. W. Juels           |
| 45164 - | 1999 XK127               | 9 dicembre 1999  | C. W. Juels           |
| 45165 - | 1999 XS128               | 10 dicembre 1999 | LINEAR                |
| 45166 - | 1999 XZ128               | 12 dicembre 1999 | LINEAR                |
| 45167 - | 1999 XG129               | 12 dicembre 1999 | LINEAR                |
| 45168 - | 1999 XG130               | 12 dicembre 1999 | LINEAR                |
| 45169 - | 1999 XQ132               | 12 dicembre 1999 | LINEAR                |
| 45170 - | 1999 XF133               | 12 dicembre 1999 | LINEAR                |
| 45171 - | 1999 XB134               | 12 dicembre 1999 | LINEAR                |
| 45172 - | 1999 XG134               | 12 dicembre 1999 | LINEAR                |
| 45173 - | 1999 XU136               | 14 dicembre 1999 | C. W. Juels           |
| 45174 - | 1999 XO137               | 2 dicembre 1999  | LONEOS                |
| 45175 - | 1999 XB140               | 2 dicembre 1999  | Spacewatch            |
| 45176 - | 1999 XQ140               | 2 dicembre 1999  | Spacewatch            |
| 45177 - | 1999 XS140               | 2 dicembre 1999  | Spacewatch            |
| 45178 - | 1999 XW143               | 13 dicembre 1999 | G. Hug, G. Bell       |
| 45179 - | 1999 XQ144               | 15 dicembre 1999 | T. Urata              |
| 45180 - | 1999 XK145               | 7 dicembre 1999  | Spacewatch            |
| 45181 - | 1999 XZ146               | 7 dicembre 1999  | Spacewatch            |
| 45182 - | 1999 XC147               | 7 dicembre 1999  | Spacewatch            |
| 45183 - | 1999 XG153               | 7 dicembre 1999  | LINEAR                |
| 45184 - | 1999 XL155               | 8 dicembre 1999  | LINEAR                |
| 45185 - | 1999 XM157               | 8 dicembre 1999  | LINEAR                |
| 45186 - | 1999 XK158               | 8 dicembre 1999  | LINEAR                |
| 45187 - | 1999 XY158               | 8 dicembre 1999  | LINEAR                |
| 45188 - | 1999 XK159               | 8 dicembre 1999  | LINEAR                |
| 45189 - | 1999 XC160               | 8 dicembre 1999  | LINEAR                |
| 45190 - | 1999 XN161               | 13 dicembre 1999 | LINEAR                |
| 45191 - | 1999 XU163               | 8 dicembre 1999  | CSS                   |
| 45192 - | 1999 XW163               | 8 dicembre 1999  | CSS                   |
| 45193 - | 1999 XD165               | 8 dicembre 1999  | LINEAR                |
| 45194 - | 1999 XJ165               | 8 dicembre 1999  | LINEAR                |
| 45195 - | 1999 XT166               | 10 dicembre 1999 | LINEAR                |
| 45196 - | 1999 XV166               | 10 dicembre 1999 | LINEAR                |
| 45197 - | 1999 XY167               | 10 dicembre 1999 | LINEAR                |
| 45198 - | 1999 XF169               | 10 dicembre 1999 | LINEAR                |
| 45199 - | 1999 XF170               | 10 dicembre 1999 | LINEAR                |
| 45200 - | 1999 XS170               | 10 dicembre 1999 | LINEAR                |

## 45201-45300
| Nome            | Designazione provvisoria | Data di scoperta | Scopritore            |
| --------------- | ------------------------ | ---------------- | --------------------- |
| 45201 -         | 1999 XT170               | 10 dicembre 1999 | LINEAR                |
| 45202 -         | 1999 XA171               | 10 dicembre 1999 | LINEAR                |
| 45203 -         | 1999 XM171               | 10 dicembre 1999 | LINEAR                |
| 45204 -         | 1999 XZ172               | 10 dicembre 1999 | LINEAR                |
| 45205 -         | 1999 XJ173               | 10 dicembre 1999 | LINEAR                |
| 45206 -         | 1999 XK174               | 10 dicembre 1999 | LINEAR                |
| 45207 -         | 1999 XH175               | 10 dicembre 1999 | LINEAR                |
| 45208 -         | 1999 XQ175               | 10 dicembre 1999 | LINEAR                |
| 45209 -         | 1999 XT178               | 10 dicembre 1999 | LINEAR                |
| 45210 -         | 1999 XW178               | 10 dicembre 1999 | LINEAR                |
| 45211 -         | 1999 XF179               | 10 dicembre 1999 | LINEAR                |
| 45212 -         | 1999 XP180               | 10 dicembre 1999 | LINEAR                |
| 45213 -         | 1999 XS181               | 12 dicembre 1999 | LINEAR                |
| 45214 -         | 1999 XW181               | 12 dicembre 1999 | LINEAR                |
| 45215 -         | 1999 XB183               | 12 dicembre 1999 | LINEAR                |
| 45216 -         | 1999 XP183               | 12 dicembre 1999 | LINEAR                |
| 45217 -         | 1999 XL186               | 12 dicembre 1999 | LINEAR                |
| 45218 -         | 1999 XQ186               | 12 dicembre 1999 | LINEAR                |
| 45219 -         | 1999 XE187               | 12 dicembre 1999 | LINEAR                |
| 45220 -         | 1999 XK188               | 12 dicembre 1999 | LINEAR                |
| 45221 -         | 1999 XQ188               | 12 dicembre 1999 | LINEAR                |
| 45222 -         | 1999 XY194               | 12 dicembre 1999 | LINEAR                |
| 45223 -         | 1999 XF200               | 12 dicembre 1999 | LINEAR                |
| 45224 -         | 1999 XO209               | 13 dicembre 1999 | LINEAR                |
| 45225 -         | 1999 XZ212               | 14 dicembre 1999 | LINEAR                |
| 45226 -         | 1999 XG213               | 14 dicembre 1999 | LINEAR                |
| 45227 -         | 1999 XH213               | 14 dicembre 1999 | LINEAR                |
| 45228 -         | 1999 XJ214               | 14 dicembre 1999 | LINEAR                |
| 45229 -         | 1999 XS214               | 14 dicembre 1999 | LINEAR                |
| 45230 -         | 1999 XV214               | 14 dicembre 1999 | LINEAR                |
| 45231 -         | 1999 XT215               | 14 dicembre 1999 | LINEAR                |
| 45232 -         | 1999 XZ215               | 13 dicembre 1999 | Spacewatch            |
| 45233 -         | 1999 XK216               | 13 dicembre 1999 | Spacewatch            |
| 45234 -         | 1999 XA228               | 13 dicembre 1999 | LONEOS                |
| 45235 -         | 1999 XD228               | 14 dicembre 1999 | Spacewatch            |
| 45236 -         | 1999 XP229               | 7 dicembre 1999  | CSS                   |
| 45237 -         | 1999 XV229               | 7 dicembre 1999  | CSS                   |
| 45238 -         | 1999 XM230               | 7 dicembre 1999  | LONEOS                |
| 45239 -         | 1999 XV231               | 8 dicembre 1999  | LINEAR                |
| 45240 -         | 1999 XL233               | 3 dicembre 1999  | LINEAR                |
| 45241 -         | 1999 XE238               | 5 dicembre 1999  | LONEOS                |
| 45242 -         | 1999 XT241               | 13 dicembre 1999 | LONEOS                |
| 45243 -         | 1999 XB242               | 13 dicembre 1999 | CSS                   |
| 45244 -         | 1999 XC242               | 13 dicembre 1999 | CSS                   |
| 45245 -         | 1999 XN242               | 13 dicembre 1999 | CSS                   |
| 45246 -         | 1999 XF245               | 5 dicembre 1999  | LINEAR                |
| 45247 -         | 1999 XY245               | 5 dicembre 1999  | LINEAR                |
| 45248 -         | 1999 XO258               | 5 dicembre 1999  | LONEOS                |
| 45249 -         | 1999 XZ259               | 7 dicembre 1999  | Spacewatch            |
| 45250 -         | 1999 YJ                  | 16 dicembre 1999 | LINEAR                |
| 45251 -         | 1999 YN                  | 16 dicembre 1999 | LINEAR                |
| 45252 -         | 1999 YY1                 | 16 dicembre 1999 | Spacewatch            |
| 45253 -         | 1999 YU4                 | 28 dicembre 1999 | G. Hug, G. Bell       |
| 45254 -         | 1999 YS12                | 27 dicembre 1999 | Spacewatch            |
| 45255 -         | 1999 YK13                | 31 dicembre 1999 | G. Hug, G. Bell       |
| 45256 -         | 1999 YM13                | 31 dicembre 1999 | LINEAR                |
| 45257 -         | 1999 YC14                | 31 dicembre 1999 | Spacewatch            |
| 45258 -         | 1999 YG18                | 18 dicembre 1999 | LINEAR                |
| 45259 -         | 2000 AF1                 | 2 gennaio 2000   | Spacewatch            |
| 45260 -         | 2000 AY1                 | 2 gennaio 2000   | K. Korlević           |
| 45261 Decoen    | 2000 AB2                 | 2 gennaio 2000   | S. Sposetti           |
| 45262 -         | 2000 AG2                 | 3 gennaio 2000   | T. Kagawa             |
| 45263 -         | 2000 AD5                 | 3 gennaio 2000   | T. Kojima             |
| 45264 -         | 2000 AL5                 | 4 gennaio 2000   | K. Korlević           |
| 45265 -         | 2000 AY5                 | 4 gennaio 2000   | Spacewatch            |
| 45266 -         | 2000 AK6                 | 4 gennaio 2000   | P. G. Comba           |
| 45267 -         | 2000 AK7                 | 2 gennaio 2000   | LINEAR                |
| 45268 -         | 2000 AM8                 | 2 gennaio 2000   | LINEAR                |
| 45269 -         | 2000 AR8                 | 2 gennaio 2000   | LINEAR                |
| 45270 -         | 2000 AT8                 | 2 gennaio 2000   | LINEAR                |
| 45271 -         | 2000 AO10                | 3 gennaio 2000   | LINEAR                |
| 45272 -         | 2000 AC11                | 3 gennaio 2000   | LINEAR                |
| 45273 -         | 2000 AF11                | 3 gennaio 2000   | LINEAR                |
| 45274 -         | 2000 AN11                | 3 gennaio 2000   | LINEAR                |
| 45275 -         | 2000 AK12                | 3 gennaio 2000   | LINEAR                |
| 45276 -         | 2000 AO12                | 3 gennaio 2000   | LINEAR                |
| 45277 -         | 2000 AE15                | 3 gennaio 2000   | LINEAR                |
| 45278 -         | 2000 AL15                | 3 gennaio 2000   | LINEAR                |
| 45279 -         | 2000 AS15                | 3 gennaio 2000   | LINEAR                |
| 45280 -         | 2000 AE16                | 3 gennaio 2000   | LINEAR                |
| 45281 -         | 2000 AA19                | 3 gennaio 2000   | LINEAR                |
| 45282 -         | 2000 AL19                | 3 gennaio 2000   | LINEAR                |
| 45283 -         | 2000 AU22                | 3 gennaio 2000   | LINEAR                |
| 45284 -         | 2000 AO24                | 3 gennaio 2000   | LINEAR                |
| 45285 -         | 2000 AO26                | 3 gennaio 2000   | LINEAR                |
| 45286 -         | 2000 AC27                | 3 gennaio 2000   | LINEAR                |
| 45287 -         | 2000 AB29                | 3 gennaio 2000   | LINEAR                |
| 45288 -         | 2000 AP29                | 3 gennaio 2000   | LINEAR                |
| 45289 -         | 2000 AY29                | 3 gennaio 2000   | LINEAR                |
| 45290 -         | 2000 AG33                | 3 gennaio 2000   | LINEAR                |
| 45291 -         | 2000 AS33                | 3 gennaio 2000   | LINEAR                |
| 45292 -         | 2000 AX34                | 3 gennaio 2000   | LINEAR                |
| 45293 -         | 2000 AA35                | 3 gennaio 2000   | LINEAR                |
| 45294 -         | 2000 AF37                | 3 gennaio 2000   | LINEAR                |
| 45295 -         | 2000 AN37                | 3 gennaio 2000   | LINEAR                |
| 45296 -         | 2000 AZ37                | 3 gennaio 2000   | LINEAR                |
| 45297 -         | 2000 AN38                | 3 gennaio 2000   | LINEAR                |
| 45298 Williamon | 2000 AE42                | 5 gennaio 2000   | A. Block              |
| 45299 Stivell   | 2000 AL43                | 6 gennaio 2000   | M. Tichý              |
| 45300 Thewrewk  | 2000 AF45                | 1 gennaio 2000   | K. Sárneczky, L. Kiss |

## 45301-45400
| Nome               | Designazione provvisoria | Data di scoperta | Scopritore  |
| ------------------ | ------------------------ | ---------------- | ----------- |
| 45301 -            | 2000 AW45                | 3 gennaio 2000   | LINEAR      |
| 45302 -            | 2000 AX46                | 4 gennaio 2000   | LINEAR      |
| 45303 -            | 2000 AP47                | 4 gennaio 2000   | LINEAR      |
| 45304 -            | 2000 AQ47                | 4 gennaio 2000   | LINEAR      |
| 45305 Paulscherrer | 2000 AH48                | 4 gennaio 2000   | S. Sposetti |
| 45306 -            | 2000 AC50                | 5 gennaio 2000   | K. Korlević |
| 45307 -            | 2000 AO50                | 6 gennaio 2000   | K. Korlević |
| 45308 -            | 2000 AR53                | 4 gennaio 2000   | LINEAR      |
| 45309 -            | 2000 AO54                | 4 gennaio 2000   | LINEAR      |
| 45310 -            | 2000 AX55                | 4 gennaio 2000   | LINEAR      |
| 45311 -            | 2000 AK56                | 4 gennaio 2000   | LINEAR      |
| 45312 -            | 2000 AE57                | 4 gennaio 2000   | LINEAR      |
| 45313 -            | 2000 AU59                | 4 gennaio 2000   | LINEAR      |
| 45314 -            | 2000 AP60                | 4 gennaio 2000   | LINEAR      |
| 45315 -            | 2000 AJ61                | 4 gennaio 2000   | LINEAR      |
| 45316 -            | 2000 AR61                | 4 gennaio 2000   | LINEAR      |
| 45317 -            | 2000 AC63                | 4 gennaio 2000   | LINEAR      |
| 45318 -            | 2000 AG63                | 4 gennaio 2000   | LINEAR      |
| 45319 -            | 2000 AQ63                | 4 gennaio 2000   | LINEAR      |
| 45320 -            | 2000 AT63                | 4 gennaio 2000   | LINEAR      |
| 45321 -            | 2000 AD66                | 4 gennaio 2000   | LINEAR      |
| 45322 -            | 2000 AT67                | 4 gennaio 2000   | LINEAR      |
| 45323 -            | 2000 AF68                | 5 gennaio 2000   | LINEAR      |
| 45324 -            | 2000 AG69                | 5 gennaio 2000   | LINEAR      |
| 45325 -            | 2000 AD70                | 5 gennaio 2000   | LINEAR      |
| 45326 -            | 2000 AE72                | 5 gennaio 2000   | LINEAR      |
| 45327 -            | 2000 AE74                | 5 gennaio 2000   | LINEAR      |
| 45328 -            | 2000 AM74                | 5 gennaio 2000   | LINEAR      |
| 45329 -            | 2000 AX74                | 5 gennaio 2000   | LINEAR      |
| 45330 -            | 2000 AN76                | 5 gennaio 2000   | LINEAR      |
| 45331 -            | 2000 AZ76                | 5 gennaio 2000   | LINEAR      |
| 45332 -            | 2000 AM79                | 5 gennaio 2000   | LINEAR      |
| 45333 -            | 2000 AR81                | 5 gennaio 2000   | LINEAR      |
| 45334 -            | 2000 AX81                | 5 gennaio 2000   | LINEAR      |
| 45335 -            | 2000 AA83                | 5 gennaio 2000   | LINEAR      |
| 45336 -            | 2000 AC83                | 5 gennaio 2000   | LINEAR      |
| 45337 -            | 2000 AK83                | 5 gennaio 2000   | LINEAR      |
| 45338 Ericevans    | 2000 AT85                | 5 gennaio 2000   | LINEAR      |
| 45339 -            | 2000 AV85                | 5 gennaio 2000   | LINEAR      |
| 45340 -            | 2000 AG86                | 5 gennaio 2000   | LINEAR      |
| 45341 -            | 2000 AX86                | 5 gennaio 2000   | LINEAR      |
| 45342 -            | 2000 AP87                | 5 gennaio 2000   | LINEAR      |
| 45343 -            | 2000 AJ88                | 5 gennaio 2000   | LINEAR      |
| 45344 -            | 2000 AK90                | 5 gennaio 2000   | LINEAR      |
| 45345 -            | 2000 AD91                | 5 gennaio 2000   | LINEAR      |
| 45346 -            | 2000 AL91                | 5 gennaio 2000   | LINEAR      |
| 45347 -            | 2000 AS91                | 5 gennaio 2000   | LINEAR      |
| 45348 -            | 2000 AZ91                | 5 gennaio 2000   | LINEAR      |
| 45349 -            | 2000 AP93                | 5 gennaio 2000   | LINEAR      |
| 45350 -            | 2000 AD95                | 4 gennaio 2000   | LINEAR      |
| 45351 -            | 2000 AF96                | 4 gennaio 2000   | LINEAR      |
| 45352 -            | 2000 AC97                | 4 gennaio 2000   | LINEAR      |
| 45353 -            | 2000 AZ98                | 5 gennaio 2000   | LINEAR      |
| 45354 -            | 2000 AS99                | 5 gennaio 2000   | LINEAR      |
| 45355 -            | 2000 AF100               | 5 gennaio 2000   | LINEAR      |
| 45356 -            | 2000 AA102               | 5 gennaio 2000   | LINEAR      |
| 45357 -            | 2000 AC102               | 5 gennaio 2000   | LINEAR      |
| 45358 -            | 2000 AM102               | 5 gennaio 2000   | LINEAR      |
| 45359 -            | 2000 AN102               | 5 gennaio 2000   | LINEAR      |
| 45360 -            | 2000 AW102               | 5 gennaio 2000   | LINEAR      |
| 45361 -            | 2000 AZ102               | 5 gennaio 2000   | LINEAR      |
| 45362 -            | 2000 AH103               | 5 gennaio 2000   | LINEAR      |
| 45363 -            | 2000 AF104               | 5 gennaio 2000   | LINEAR      |
| 45364 -            | 2000 AW104               | 5 gennaio 2000   | LINEAR      |
| 45365 -            | 2000 AM106               | 5 gennaio 2000   | LINEAR      |
| 45366 -            | 2000 AN107               | 5 gennaio 2000   | LINEAR      |
| 45367 -            | 2000 AG108               | 5 gennaio 2000   | LINEAR      |
| 45368 -            | 2000 AU109               | 5 gennaio 2000   | LINEAR      |
| 45369 -            | 2000 AM110               | 5 gennaio 2000   | LINEAR      |
| 45370 -            | 2000 AA111               | 5 gennaio 2000   | LINEAR      |
| 45371 -            | 2000 AA112               | 5 gennaio 2000   | LINEAR      |
| 45372 -            | 2000 AT113               | 5 gennaio 2000   | LINEAR      |
| 45373 -            | 2000 AW113               | 5 gennaio 2000   | LINEAR      |
| 45374 -            | 2000 AL114               | 5 gennaio 2000   | LINEAR      |
| 45375 -            | 2000 AZ115               | 5 gennaio 2000   | LINEAR      |
| 45376 -            | 2000 AP117               | 5 gennaio 2000   | LINEAR      |
| 45377 -            | 2000 AX117               | 5 gennaio 2000   | LINEAR      |
| 45378 -            | 2000 AD118               | 5 gennaio 2000   | LINEAR      |
| 45379 -            | 2000 AT120               | 5 gennaio 2000   | LINEAR      |
| 45380 -            | 2000 AW120               | 5 gennaio 2000   | LINEAR      |
| 45381 -            | 2000 AN122               | 5 gennaio 2000   | LINEAR      |
| 45382 -            | 2000 AV123               | 5 gennaio 2000   | LINEAR      |
| 45383 -            | 2000 AP124               | 5 gennaio 2000   | LINEAR      |
| 45384 -            | 2000 AB125               | 5 gennaio 2000   | LINEAR      |
| 45385 -            | 2000 AF125               | 5 gennaio 2000   | LINEAR      |
| 45386 -            | 2000 AO125               | 5 gennaio 2000   | LINEAR      |
| 45387 -            | 2000 AW125               | 5 gennaio 2000   | LINEAR      |
| 45388 -            | 2000 AB127               | 5 gennaio 2000   | LINEAR      |
| 45389 -            | 2000 AP128               | 5 gennaio 2000   | LINEAR      |
| 45390 -            | 2000 AW128               | 5 gennaio 2000   | LINEAR      |
| 45391 -            | 2000 AA129               | 5 gennaio 2000   | LINEAR      |
| 45392 -            | 2000 AR129               | 5 gennaio 2000   | LINEAR      |
| 45393 -            | 2000 AU130               | 6 gennaio 2000   | LINEAR      |
| 45394 -            | 2000 AO132               | 3 gennaio 2000   | LINEAR      |
| 45395 -            | 2000 AQ134               | 4 gennaio 2000   | LINEAR      |
| 45396 -            | 2000 AS138               | 5 gennaio 2000   | LINEAR      |
| 45397 -            | 2000 AW138               | 5 gennaio 2000   | LINEAR      |
| 45398 -            | 2000 AH139               | 5 gennaio 2000   | LINEAR      |
| 45399 -            | 2000 AW139               | 5 gennaio 2000   | LINEAR      |
| 45400 -            | 2000 AW140               | 5 gennaio 2000   | LINEAR      |

## 45401-45500
| Nome                  | Designazione provvisoria | Data di scoperta | Scopritore   |
| --------------------- | ------------------------ | ---------------- | ------------ |
| 45401 -               | 2000 AX140               | 5 gennaio 2000   | LINEAR       |
| 45402 -               | 2000 AZ140               | 5 gennaio 2000   | LINEAR       |
| 45403 -               | 2000 AL141               | 5 gennaio 2000   | LINEAR       |
| 45404 -               | 2000 AP141               | 5 gennaio 2000   | LINEAR       |
| 45405 -               | 2000 AY141               | 5 gennaio 2000   | LINEAR       |
| 45406 -               | 2000 AG142               | 5 gennaio 2000   | LINEAR       |
| 45407 -               | 2000 AJ142               | 5 gennaio 2000   | LINEAR       |
| 45408 -               | 2000 AO142               | 5 gennaio 2000   | LINEAR       |
| 45409 -               | 2000 AT143               | 5 gennaio 2000   | LINEAR       |
| 45410 -               | 2000 AA144               | 5 gennaio 2000   | LINEAR       |
| 45411 -               | 2000 AN144               | 5 gennaio 2000   | LINEAR       |
| 45412 -               | 2000 AN147               | 5 gennaio 2000   | LINEAR       |
| 45413 -               | 2000 AY147               | 5 gennaio 2000   | LINEAR       |
| 45414 -               | 2000 AE149               | 7 gennaio 2000   | LINEAR       |
| 45415 -               | 2000 AN149               | 7 gennaio 2000   | LINEAR       |
| 45416 -               | 2000 AX151               | 8 gennaio 2000   | LINEAR       |
| 45417 -               | 2000 AZ151               | 8 gennaio 2000   | LINEAR       |
| 45418 -               | 2000 AV155               | 3 gennaio 2000   | LINEAR       |
| 45419 -               | 2000 AV158               | 3 gennaio 2000   | LINEAR       |
| 45420 -               | 2000 AG159               | 3 gennaio 2000   | LINEAR       |
| 45421 -               | 2000 AL159               | 3 gennaio 2000   | LINEAR       |
| 45422 -               | 2000 AG162               | 4 gennaio 2000   | LINEAR       |
| 45423 -               | 2000 AR162               | 4 gennaio 2000   | LINEAR       |
| 45424 -               | 2000 AY164               | 7 gennaio 2000   | LINEAR       |
| 45425 -               | 2000 AY166               | 8 gennaio 2000   | LINEAR       |
| 45426 -               | 2000 AZ166               | 8 gennaio 2000   | LINEAR       |
| 45427 -               | 2000 AA167               | 8 gennaio 2000   | LINEAR       |
| 45428 -               | 2000 AN167               | 8 gennaio 2000   | LINEAR       |
| 45429 -               | 2000 AO169               | 7 gennaio 2000   | LINEAR       |
| 45430 -               | 2000 AW169               | 7 gennaio 2000   | LINEAR       |
| 45431 -               | 2000 AR170               | 7 gennaio 2000   | LINEAR       |
| 45432 -               | 2000 AQ172               | 7 gennaio 2000   | LINEAR       |
| 45433 -               | 2000 AA173               | 7 gennaio 2000   | LINEAR       |
| 45434 -               | 2000 AX173               | 7 gennaio 2000   | LINEAR       |
| 45435 -               | 2000 AF174               | 7 gennaio 2000   | LINEAR       |
| 45436 -               | 2000 AD176               | 7 gennaio 2000   | LINEAR       |
| 45437 -               | 2000 AF177               | 7 gennaio 2000   | LINEAR       |
| 45438 -               | 2000 AJ177               | 7 gennaio 2000   | LINEAR       |
| 45439 -               | 2000 AO177               | 7 gennaio 2000   | LINEAR       |
| 45440 -               | 2000 AQ177               | 7 gennaio 2000   | LINEAR       |
| 45441 -               | 2000 AX177               | 7 gennaio 2000   | LINEAR       |
| 45442 -               | 2000 AK179               | 7 gennaio 2000   | LINEAR       |
| 45443 -               | 2000 AR179               | 7 gennaio 2000   | LINEAR       |
| 45444 -               | 2000 AD180               | 7 gennaio 2000   | LINEAR       |
| 45445 -               | 2000 AR181               | 7 gennaio 2000   | LINEAR       |
| 45446 -               | 2000 AX186               | 8 gennaio 2000   | LINEAR       |
| 45447 -               | 2000 AH188               | 8 gennaio 2000   | LINEAR       |
| 45448 -               | 2000 AJ188               | 8 gennaio 2000   | LINEAR       |
| 45449 -               | 2000 AQ188               | 8 gennaio 2000   | LINEAR       |
| 45450 -               | 2000 AC191               | 8 gennaio 2000   | LINEAR       |
| 45451 -               | 2000 AJ191               | 8 gennaio 2000   | LINEAR       |
| 45452 -               | 2000 AZ191               | 8 gennaio 2000   | LINEAR       |
| 45453 -               | 2000 AB193               | 8 gennaio 2000   | LINEAR       |
| 45454 -               | 2000 AC193               | 8 gennaio 2000   | LINEAR       |
| 45455 -               | 2000 AB195               | 8 gennaio 2000   | LINEAR       |
| 45456 -               | 2000 AD195               | 8 gennaio 2000   | LINEAR       |
| 45457 -               | 2000 AL195               | 8 gennaio 2000   | LINEAR       |
| 45458 -               | 2000 AZ195               | 8 gennaio 2000   | LINEAR       |
| 45459 -               | 2000 AM196               | 8 gennaio 2000   | LINEAR       |
| 45460 -               | 2000 AS197               | 8 gennaio 2000   | LINEAR       |
| 45461 -               | 2000 AW197               | 8 gennaio 2000   | LINEAR       |
| 45462 -               | 2000 AZ197               | 8 gennaio 2000   | LINEAR       |
| 45463 -               | 2000 AL198               | 8 gennaio 2000   | LINEAR       |
| 45464 -               | 2000 AV198               | 8 gennaio 2000   | LINEAR       |
| 45465 -               | 2000 AN200               | 9 gennaio 2000   | LINEAR       |
| 45466 -               | 2000 AZ201               | 9 gennaio 2000   | LINEAR       |
| 45467 -               | 2000 AK203               | 10 gennaio 2000  | LINEAR       |
| 45468 -               | 2000 AL203               | 10 gennaio 2000  | LINEAR       |
| 45469 -               | 2000 AY203               | 10 gennaio 2000  | LINEAR       |
| 45470 -               | 2000 AZ203               | 10 gennaio 2000  | LINEAR       |
| 45471 -               | 2000 AG204               | 13 gennaio 2000  | Kleť         |
| 45472 -               | 2000 AJ208               | 4 gennaio 2000   | Spacewatch   |
| 45473 -               | 2000 AG212               | 5 gennaio 2000   | Spacewatch   |
| 45474 -               | 2000 AW215               | 7 gennaio 2000   | Spacewatch   |
| 45475 -               | 2000 AN216               | 8 gennaio 2000   | Spacewatch   |
| 45476 -               | 2000 AU226               | 9 gennaio 2000   | Spacewatch   |
| 45477 -               | 2000 AA227               | 9 gennaio 2000   | Spacewatch   |
| 45478 -               | 2000 AS230               | 3 gennaio 2000   | Spacewatch   |
| 45479 -               | 2000 AZ231               | 4 gennaio 2000   | LINEAR       |
| 45480 -               | 2000 AH233               | 4 gennaio 2000   | Spacewatch   |
| 45481 -               | 2000 AK233               | 4 gennaio 2000   | LINEAR       |
| 45482 -               | 2000 AU233               | 5 gennaio 2000   | LINEAR       |
| 45483 -               | 2000 AP235               | 5 gennaio 2000   | LINEAR       |
| 45484 -               | 2000 AV235               | 5 gennaio 2000   | LINEAR       |
| 45485 -               | 2000 AS236               | 5 gennaio 2000   | LINEAR       |
| 45486 -               | 2000 AF237               | 5 gennaio 2000   | LINEAR       |
| 45487 -               | 2000 AR237               | 5 gennaio 2000   | LINEAR       |
| 45488 -               | 2000 AD238               | 6 gennaio 2000   | LINEAR       |
| 45489 -               | 2000 AW239               | 6 gennaio 2000   | LONEOS       |
| 45490 -               | 2000 AV240               | 7 gennaio 2000   | LONEOS       |
| 45491 -               | 2000 AB241               | 7 gennaio 2000   | LONEOS       |
| 45492 Slawomirbreiter | 2000 AD241               | 7 gennaio 2000   | LONEOS       |
| 45493 -               | 2000 AE241               | 7 gennaio 2000   | LINEAR       |
| 45494 -               | 2000 AT242               | 7 gennaio 2000   | LINEAR       |
| 45495 -               | 2000 AF243               | 7 gennaio 2000   | LONEOS       |
| 45496 -               | 2000 AO245               | 10 gennaio 2000  | LINEAR       |
| 45497 -               | 2000 AB248               | 2 gennaio 2000   | LINEAR       |
| 45498 -               | 2000 BH                  | 23 gennaio 2000  | Olathe       |
| 45499 -               | 2000 BV2                 | 16 gennaio 2000  | K. Korlević  |
| 45500 Motegi          | 2000 BN3                 | 27 gennaio 2000  | T. Kobayashi |

## 45501-45600
| Nome               | Designazione provvisoria | Data di scoperta | Scopritore            |
| ------------------ | ------------------------ | ---------------- | --------------------- |
| 45501 -            | 2000 BQ3                 | 27 gennaio 2000  | T. Kobayashi          |
| 45502 -            | 2000 BZ8                 | 29 gennaio 2000  | LINEAR                |
| 45503 -            | 2000 BE15                | 31 gennaio 2000  | T. Kobayashi          |
| 45504 -            | 2000 BX15                | 29 gennaio 2000  | LINEAR                |
| 45505 -            | 2000 BE17                | 30 gennaio 2000  | LINEAR                |
| 45506 -            | 2000 BN17                | 30 gennaio 2000  | LINEAR                |
| 45507 -            | 2000 BM18                | 30 gennaio 2000  | LINEAR                |
| 45508 -            | 2000 BN18                | 30 gennaio 2000  | LINEAR                |
| 45509 Robertward   | 2000 BZ22                | 30 gennaio 2000  | CSS                   |
| 45510 Kashuba      | 2000 BB23                | 30 gennaio 2000  | CSS                   |
| 45511 Anneblack    | 2000 BC23                | 30 gennaio 2000  | CSS                   |
| 45512 Holcomb      | 2000 BD23                | 30 gennaio 2000  | CSS                   |
| 45513 -            | 2000 BR23                | 27 gennaio 2000  | LINEAR                |
| 45514 -            | 2000 BV23                | 29 gennaio 2000  | LINEAR                |
| 45515 -            | 2000 BF25                | 30 gennaio 2000  | LINEAR                |
| 45516 -            | 2000 BE28                | 31 gennaio 2000  | LINEAR                |
| 45517 Jett         | 2000 BE31                | 30 gennaio 2000  | CSS                   |
| 45518 Larrykrozel  | 2000 BO33                | 30 gennaio 2000  | CSS                   |
| 45519 Triebold     | 2000 BS33                | 30 gennaio 2000  | CSS                   |
| 45520 -            | 2000 BS35                | 31 gennaio 2000  | LINEAR                |
| 45521 -            | 2000 BP39                | 27 gennaio 2000  | Spacewatch            |
| 45522 -            | 2000 BP47                | 31 gennaio 2000  | LINEAR                |
| 45523 -            | 2000 BU47                | 27 gennaio 2000  | Spacewatch            |
| 45524 -            | 2000 CL2                 | 2 febbraio 2000  | T. Kobayashi          |
| 45525 -            | 2000 CC4                 | 2 febbraio 2000  | LINEAR                |
| 45526 -            | 2000 CG4                 | 2 febbraio 2000  | LINEAR                |
| 45527 -            | 2000 CN5                 | 2 febbraio 2000  | LINEAR                |
| 45528 -            | 2000 CF9                 | 2 febbraio 2000  | LINEAR                |
| 45529 -            | 2000 CJ11                | 2 febbraio 2000  | LINEAR                |
| 45530 -            | 2000 CP12                | 2 febbraio 2000  | LINEAR                |
| 45531 -            | 2000 CM14                | 2 febbraio 2000  | LINEAR                |
| 45532 -            | 2000 CE21                | 2 febbraio 2000  | LINEAR                |
| 45533 -            | 2000 CH23                | 2 febbraio 2000  | LINEAR                |
| 45534 -            | 2000 CD25                | 2 febbraio 2000  | LINEAR                |
| 45535 -            | 2000 CK25                | 2 febbraio 2000  | LINEAR                |
| 45536 -            | 2000 CK27                | 2 febbraio 2000  | LINEAR                |
| 45537 -            | 2000 CG28                | 2 febbraio 2000  | LINEAR                |
| 45538 -            | 2000 CG29                | 2 febbraio 2000  | LINEAR                |
| 45539 -            | 2000 CM32                | 2 febbraio 2000  | LINEAR                |
| 45540 -            | 2000 CY33                | 4 febbraio 2000  | K. Korlević           |
| 45541 -            | 2000 CW35                | 2 febbraio 2000  | LINEAR                |
| 45542 -            | 2000 CE36                | 2 febbraio 2000  | LINEAR                |
| 45543 -            | 2000 CQ36                | 2 febbraio 2000  | LINEAR                |
| 45544 -            | 2000 CS36                | 2 febbraio 2000  | LINEAR                |
| 45545 -            | 2000 CA38                | 3 febbraio 2000  | LINEAR                |
| 45546 -            | 2000 CE41                | 6 febbraio 2000  | P. G. Comba           |
| 45547 -            | 2000 CB43                | 2 febbraio 2000  | LINEAR                |
| 45548 -            | 2000 CF43                | 2 febbraio 2000  | LINEAR                |
| 45549 -            | 2000 CY44                | 2 febbraio 2000  | LINEAR                |
| 45550 -            | 2000 CX46                | 2 febbraio 2000  | LINEAR                |
| 45551 -            | 2000 CF47                | 2 febbraio 2000  | LINEAR                |
| 45552 -            | 2000 CQ47                | 2 febbraio 2000  | LINEAR                |
| 45553 -            | 2000 CO48                | 2 febbraio 2000  | LINEAR                |
| 45554 -            | 2000 CX48                | 2 febbraio 2000  | LINEAR                |
| 45555 -            | 2000 CF50                | 2 febbraio 2000  | LINEAR                |
| 45556 -            | 2000 CM51                | 2 febbraio 2000  | LINEAR                |
| 45557 -            | 2000 CV51                | 2 febbraio 2000  | LINEAR                |
| 45558 -            | 2000 CR52                | 2 febbraio 2000  | LINEAR                |
| 45559 -            | 2000 CB53                | 2 febbraio 2000  | LINEAR                |
| 45560 -            | 2000 CW53                | 2 febbraio 2000  | LINEAR                |
| 45561 -            | 2000 CA56                | 4 febbraio 2000  | LINEAR                |
| 45562 -            | 2000 CD56                | 4 febbraio 2000  | LINEAR                |
| 45563 -            | 2000 CS56                | 4 febbraio 2000  | LINEAR                |
| 45564 -            | 2000 CV56                | 4 febbraio 2000  | LINEAR                |
| 45565 -            | 2000 CD57                | 5 febbraio 2000  | LINEAR                |
| 45566 -            | 2000 CK58                | 5 febbraio 2000  | LINEAR                |
| 45567 -            | 2000 CQ60                | 2 febbraio 2000  | LINEAR                |
| 45568 -            | 2000 CL62                | 2 febbraio 2000  | LINEAR                |
| 45569 -            | 2000 CK63                | 2 febbraio 2000  | LINEAR                |
| 45570 -            | 2000 CQ63                | 2 febbraio 2000  | LINEAR                |
| 45571 -            | 2000 CZ64                | 3 febbraio 2000  | LINEAR                |
| 45572 -            | 2000 CR71                | 7 febbraio 2000  | LINEAR                |
| 45573 -            | 2000 CZ72                | 2 febbraio 2000  | LINEAR                |
| 45574 -            | 2000 CE73                | 7 febbraio 2000  | Spacewatch            |
| 45575 -            | 2000 CC75                | 8 febbraio 2000  | LINEAR                |
| 45576 -            | 2000 CD75                | 10 febbraio 2000 | H. Mikuž              |
| 45577 -            | 2000 CT76                | 10 febbraio 2000 | K. Korlević           |
| 45578 -            | 2000 CL77                | 8 febbraio 2000  | P. G. Comba           |
| 45579 -            | 2000 CE80                | 8 febbraio 2000  | Spacewatch            |
| 45580 Renéracine   | 2000 CB81                | 10 febbraio 2000 | D. Bergeron           |
| 45581 -            | 2000 CN82                | 4 febbraio 2000  | LINEAR                |
| 45582 -            | 2000 CH83                | 4 febbraio 2000  | LINEAR                |
| 45583 -            | 2000 CK87                | 4 febbraio 2000  | LINEAR                |
| 45584 -            | 2000 CY88                | 4 febbraio 2000  | LINEAR                |
| 45585 -            | 2000 CA89                | 4 febbraio 2000  | LINEAR                |
| 45586 -            | 2000 CC91                | 6 febbraio 2000  | LINEAR                |
| 45587 -            | 2000 CT91                | 6 febbraio 2000  | LINEAR                |
| 45588 -            | 2000 CP92                | 6 febbraio 2000  | LINEAR                |
| 45589 -            | 2000 CM97                | 13 febbraio 2000 | K. Korlević           |
| 45590 -            | 2000 CU101               | 14 febbraio 2000 | Črni Vrh              |
| 45591 -            | 2000 CQ103               | 8 febbraio 2000  | LINEAR                |
| 45592 -            | 2000 CS103               | 8 febbraio 2000  | LINEAR                |
| 45593 -            | 2000 CT103               | 8 febbraio 2000  | LINEAR                |
| 45594 Wendyrichard | 2000 CJ111               | 6 febbraio 2000  | CSS                   |
| 45595 Inman        | 2000 CK111               | 6 febbraio 2000  | CSS                   |
| 45596 Molliesugden | 2000 CF112               | 7 febbraio 2000  | CSS                   |
| 45597 -            | 2000 CK120               | 2 febbraio 2000  | LINEAR                |
| 45598 -            | 2000 CN120               | 3 febbraio 2000  | LINEAR                |
| 45599 -            | 2000 DJ3                 | 27 febbraio 2000 | K. Korlević, M. Jurić |
| 45600 -            | 2000 DD4                 | 28 febbraio 2000 | LINEAR                |

## 45601-45700
| Nome                 | Designazione provvisoria | Data di scoperta | Scopritore  |
| -------------------- | ------------------------ | ---------------- | ----------- |
| 45601 -              | 2000 DE5                 | 28 febbraio 2000 | LINEAR      |
| 45602 -              | 2000 DX17                | 28 febbraio 2000 | Črni Vrh    |
| 45603 -              | 2000 DC18                | 28 febbraio 2000 | LINEAR      |
| 45604 -              | 2000 DH24                | 29 febbraio 2000 | LINEAR      |
| 45605 -              | 2000 DM28                | 29 febbraio 2000 | LINEAR      |
| 45606 -              | 2000 DE32                | 29 febbraio 2000 | LINEAR      |
| 45607 -              | 2000 DG36                | 29 febbraio 2000 | LINEAR      |
| 45608 -              | 2000 DZ41                | 29 febbraio 2000 | LINEAR      |
| 45609 -              | 2000 DN46                | 29 febbraio 2000 | LINEAR      |
| 45610 -              | 2000 DJ48                | 29 febbraio 2000 | LINEAR      |
| 45611 -              | 2000 DV54                | 29 febbraio 2000 | LINEAR      |
| 45612 -              | 2000 DB59                | 29 febbraio 2000 | LINEAR      |
| 45613 -              | 2000 DJ59                | 29 febbraio 2000 | LINEAR      |
| 45614 -              | 2000 DA63                | 29 febbraio 2000 | LINEAR      |
| 45615 -              | 2000 DG63                | 29 febbraio 2000 | LINEAR      |
| 45616 -              | 2000 DN66                | 29 febbraio 2000 | LINEAR      |
| 45617 -              | 2000 DY71                | 29 febbraio 2000 | LINEAR      |
| 45618 -              | 2000 DO72                | 29 febbraio 2000 | LINEAR      |
| 45619 -              | 2000 DS78                | 29 febbraio 2000 | LINEAR      |
| 45620 -              | 2000 DY80                | 28 febbraio 2000 | LINEAR      |
| 45621 -              | 2000 DL87                | 29 febbraio 2000 | LINEAR      |
| 45622 -              | 2000 DN87                | 29 febbraio 2000 | LINEAR      |
| 45623 -              | 2000 DT93                | 28 febbraio 2000 | LINEAR      |
| 45624 -              | 2000 DY93                | 28 febbraio 2000 | LINEAR      |
| 45625 -              | 2000 DE95                | 28 febbraio 2000 | LINEAR      |
| 45626 -              | 2000 DF95                | 28 febbraio 2000 | LINEAR      |
| 45627 -              | 2000 DY97                | 29 febbraio 2000 | LINEAR      |
| 45628 -              | 2000 DD99                | 29 febbraio 2000 | LINEAR      |
| 45629 -              | 2000 DT99                | 29 febbraio 2000 | LINEAR      |
| 45630 -              | 2000 DO101               | 29 febbraio 2000 | LINEAR      |
| 45631 -              | 2000 DY105               | 29 febbraio 2000 | LINEAR      |
| 45632 -              | 2000 DS106               | 29 febbraio 2000 | LINEAR      |
| 45633 -              | 2000 EY1                 | 3 marzo 2000     | LINEAR      |
| 45634 -              | 2000 EH11                | 4 marzo 2000     | LINEAR      |
| 45635 -              | 2000 EY11                | 4 marzo 2000     | LINEAR      |
| 45636 -              | 2000 EG12                | 4 marzo 2000     | LINEAR      |
| 45637 -              | 2000 EW12                | 4 marzo 2000     | LINEAR      |
| 45638 -              | 2000 EK20                | 3 marzo 2000     | CSS         |
| 45639 -              | 2000 EP20                | 3 marzo 2000     | CSS         |
| 45640 Mikepuzio      | 2000 ED21                | 3 marzo 2000     | CSS         |
| 45641 Larrypuzio     | 2000 EK21                | 3 marzo 2000     | CSS         |
| 45642 -              | 2000 EU34                | 5 marzo 2000     | LINEAR      |
| 45643 -              | 2000 EG37                | 8 marzo 2000     | LINEAR      |
| 45644 -              | 2000 EU37                | 8 marzo 2000     | LINEAR      |
| 45645 -              | 2000 EY41                | 8 marzo 2000     | LINEAR      |
| 45646 -              | 2000 EE45                | 9 marzo 2000     | LINEAR      |
| 45647 -              | 2000 EF46                | 9 marzo 2000     | LINEAR      |
| 45648 -              | 2000 ED47                | 9 marzo 2000     | LINEAR      |
| 45649 -              | 2000 EN49                | 9 marzo 2000     | LINEAR      |
| 45650 -              | 2000 EV49                | 6 marzo 2000     | K. Korlević |
| 45651 -              | 2000 EK60                | 10 marzo 2000    | LINEAR      |
| 45652 -              | 2000 EK61                | 10 marzo 2000    | LINEAR      |
| 45653 -              | 2000 EL62                | 10 marzo 2000    | LINEAR      |
| 45654 -              | 2000 EV71                | 10 marzo 2000    | Spacewatch  |
| 45655 -              | 2000 EW71                | 10 marzo 2000    | Spacewatch  |
| 45656 -              | 2000 EN74                | 10 marzo 2000    | Spacewatch  |
| 45657 -              | 2000 EK76                | 5 marzo 2000     | LINEAR      |
| 45658 -              | 2000 EA80                | 5 marzo 2000     | LINEAR      |
| 45659 -              | 2000 EL84                | 6 marzo 2000     | LINEAR      |
| 45660 -              | 2000 EU84                | 8 marzo 2000     | LINEAR      |
| 45661 -              | 2000 EX84                | 8 marzo 2000     | LINEAR      |
| 45662 -              | 2000 EY84                | 8 marzo 2000     | LINEAR      |
| 45663 -              | 2000 EF85                | 8 marzo 2000     | LINEAR      |
| 45664 -              | 2000 EC88                | 9 marzo 2000     | LINEAR      |
| 45665 -              | 2000 EM88                | 9 marzo 2000     | LINEAR      |
| 45666 -              | 2000 EX91                | 9 marzo 2000     | LINEAR      |
| 45667 -              | 2000 EG93                | 9 marzo 2000     | LINEAR      |
| 45668 -              | 2000 EU94                | 9 marzo 2000     | LINEAR      |
| 45669 -              | 2000 ET96                | 10 marzo 2000    | LINEAR      |
| 45670 -              | 2000 EK103               | 12 marzo 2000    | LINEAR      |
| 45671 -              | 2000 EA104               | 14 marzo 2000    | LINEAR      |
| 45672 -              | 2000 EE109               | 8 marzo 2000     | NEAT        |
| 45673 -              | 2000 ES111               | 9 marzo 2000     | Spacewatch  |
| 45674 -              | 2000 EY111               | 9 marzo 2000     | LINEAR      |
| 45675 -              | 2000 EG112               | 9 marzo 2000     | LINEAR      |
| 45676 -              | 2000 EG117               | 10 marzo 2000    | NEAT        |
| 45677 -              | 2000 EJ120               | 11 marzo 2000    | LONEOS      |
| 45678 -              | 2000 EQ127               | 11 marzo 2000    | LONEOS      |
| 45679 -              | 2000 EZ127               | 11 marzo 2000    | LONEOS      |
| 45680 -              | 2000 EF130               | 11 marzo 2000    | LONEOS      |
| 45681 -              | 2000 ET131               | 11 marzo 2000    | LONEOS      |
| 45682 -              | 2000 EX131               | 11 marzo 2000    | LONEOS      |
| 45683 -              | 2000 EO135               | 11 marzo 2000    | LONEOS      |
| 45684 -              | 2000 EE137               | 13 marzo 2000    | LINEAR      |
| 45685 Torrycoppin    | 2000 EA139               | 11 marzo 2000    | CSS         |
| 45686 -              | 2000 EM139               | 11 marzo 2000    | LONEOS      |
| 45687 Pranverahyseni | 2000 EK140               | 1 marzo 2000     | CSS         |
| 45688 Lawrencestacey | 2000 EV142               | 3 marzo 2000     | CSS         |
| 45689 Brianjones     | 2000 EC144               | 3 marzo 2000     | CSS         |
| 45690 Janiradebaugh  | 2000 EL146               | 4 marzo 2000     | CSS         |
| 45691 -              | 2000 EF148               | 4 marzo 2000     | CSS         |
| 45692 Poshyachinda   | 2000 EJ148               | 4 marzo 2000     | CSS         |
| 45693 -              | 2000 EB150               | 5 marzo 2000     | LINEAR      |
| 45694 -              | 2000 EC150               | 5 marzo 2000     | NEAT        |
| 45695 -              | 2000 ET150               | 5 marzo 2000     | NEAT        |
| 45696 -              | 2000 EM167               | 4 marzo 2000     | LINEAR      |
| 45697 -              | 2000 EP174               | 5 marzo 2000     | LINEAR      |
| 45698 -              | 2000 EG197               | 4 marzo 2000     | LINEAR      |
| 45699 Maryalba       | 2000 EO199               | 1 marzo 2000     | CSS         |
| 45700 Levi-Setti     | 2000 EP204               | 3 marzo 2000     | CSS         |

## 45701-45800
| Nome           | Designazione provvisoria | Data di scoperta | Scopritore   |
| -------------- | ------------------------ | ---------------- | ------------ |
| 45701 -        | 2000 FE11                | 28 marzo 2000    | LINEAR       |
| 45702 -        | 2000 FJ15                | 29 marzo 2000    | LINEAR       |
| 45703 -        | 2000 FH19                | 29 marzo 2000    | LINEAR       |
| 45704 -        | 2000 FZ19                | 29 marzo 2000    | LINEAR       |
| 45705 -        | 2000 FD31                | 28 marzo 2000    | LINEAR       |
| 45706 -        | 2000 FT31                | 29 marzo 2000    | LINEAR       |
| 45707 -        | 2000 FZ31                | 29 marzo 2000    | LINEAR       |
| 45708 -        | 2000 FD35                | 29 marzo 2000    | LINEAR       |
| 45709 -        | 2000 FR36                | 29 marzo 2000    | LINEAR       |
| 45710 -        | 2000 FD40                | 29 marzo 2000    | LINEAR       |
| 45711 -        | 2000 FD43                | 28 marzo 2000    | LINEAR       |
| 45712 -        | 2000 FR44                | 29 marzo 2000    | LINEAR       |
| 45713 -        | 2000 FK51                | 29 marzo 2000    | Spacewatch   |
| 45714 -        | 2000 FV58                | 26 marzo 2000    | LONEOS       |
| 45715 -        | 2000 FR66                | 25 marzo 2000    | Spacewatch   |
| 45716 -        | 2000 GK8                 | 5 aprile 2000    | LINEAR       |
| 45717 -        | 2000 GZ11                | 5 aprile 2000    | LINEAR       |
| 45718 -        | 2000 GO21                | 5 aprile 2000    | LINEAR       |
| 45719 -        | 2000 GR26                | 5 aprile 2000    | LINEAR       |
| 45720 -        | 2000 GZ33                | 5 aprile 2000    | LINEAR       |
| 45721 -        | 2000 GZ42                | 5 aprile 2000    | LINEAR       |
| 45722 -        | 2000 GA56                | 5 aprile 2000    | LINEAR       |
| 45723 -        | 2000 GN58                | 5 aprile 2000    | LINEAR       |
| 45724 -        | 2000 GJ68                | 5 aprile 2000    | LINEAR       |
| 45725 -        | 2000 GJ77                | 5 aprile 2000    | LINEAR       |
| 45726 -        | 2000 GL83                | 3 aprile 2000    | LINEAR       |
| 45727 -        | 2000 GQ83                | 3 aprile 2000    | LINEAR       |
| 45728 -        | 2000 GC86                | 4 aprile 2000    | LINEAR       |
| 45729 -        | 2000 GB89                | 4 aprile 2000    | LINEAR       |
| 45730 -        | 2000 GS106               | 7 aprile 2000    | LINEAR       |
| 45731 -        | 2000 GM124               | 7 aprile 2000    | LINEAR       |
| 45732 -        | 2000 GL136               | 12 aprile 2000   | LINEAR       |
| 45733 -        | 2000 GV139               | 4 aprile 2000    | LONEOS       |
| 45734 -        | 2000 GN140               | 4 aprile 2000    | LONEOS       |
| 45735 -        | 2000 GC159               | 7 aprile 2000    | LINEAR       |
| 45736 -        | 2000 GA170               | 4 aprile 2000    | LONEOS       |
| 45737 Benita   | 2000 HB                  | 22 aprile 2000   | B. A. Segal  |
| 45738 -        | 2000 HY19                | 27 aprile 2000   | Spacewatch   |
| 45739 -        | 2000 HR25                | 24 aprile 2000   | LONEOS       |
| 45740 -        | 2000 HG27                | 27 aprile 2000   | LINEAR       |
| 45741 -        | 2000 HT33                | 24 aprile 2000   | LONEOS       |
| 45742 -        | 2000 HJ44                | 26 aprile 2000   | LONEOS       |
| 45743 -        | 2000 HR53                | 29 aprile 2000   | LINEAR       |
| 45744 -        | 2000 HU57                | 24 aprile 2000   | LONEOS       |
| 45745 -        | 2000 HU84                | 30 aprile 2000   | NEAT         |
| 45746 -        | 2000 JW14                | 6 maggio 2000    | LINEAR       |
| 45747 -        | 2000 JR38                | 7 maggio 2000    | LINEAR       |
| 45748 -        | 2000 JD62                | 7 maggio 2000    | LINEAR       |
| 45749 -        | 2000 JR64                | 4 maggio 2000    | LONEOS       |
| 45750 -        | 2000 JC65                | 5 maggio 2000    | LINEAR       |
| 45751 -        | 2000 JH66                | 6 maggio 2000    | LINEAR       |
| 45752 Venditti | 2000 JY70                | 1 maggio 2000    | LONEOS       |
| 45753 -        | 2000 JL72                | 1 maggio 2000    | Spacewatch   |
| 45754 -        | 2000 KC14                | 28 maggio 2000   | LINEAR       |
| 45755 -        | 2000 KL18                | 28 maggio 2000   | LINEAR       |
| 45756 -        | 2000 KV26                | 28 maggio 2000   | LINEAR       |
| 45757 -        | 2000 KH29                | 28 maggio 2000   | LINEAR       |
| 45758 -        | 2000 KN29                | 28 maggio 2000   | LINEAR       |
| 45759 -        | 2000 KQ41                | 27 maggio 2000   | LINEAR       |
| 45760 -        | 2000 KY43                | 30 maggio 2000   | P. Kušnirák  |
| 45761 -        | 2000 KF45                | 30 maggio 2000   | Spacewatch   |
| 45762 -        | 2000 KK76                | 27 maggio 2000   | LINEAR       |
| 45763 -        | 2000 KB77                | 27 maggio 2000   | LINEAR       |
| 45764 -        | 2000 LV                  | 2 giugno 2000    | J. Broughton |
| 45765 -        | 2000 LJ3                 | 4 giugno 2000    | LINEAR       |
| 45766 -        | 2000 LX5                 | 6 giugno 2000    | J. Broughton |
| 45767 -        | 2000 LU17                | 8 giugno 2000    | LINEAR       |
| 45768 -        | 2000 LF28                | 6 giugno 2000    | LONEOS       |
| 45769 -        | 2000 LP36                | 1 giugno 2000    | NEAT         |
| 45770 -        | 2000 NM2                 | 5 luglio 2000    | P. G. Comba  |
| 45771 -        | 2000 NE5                 | 7 luglio 2000    | LINEAR       |
| 45772 -        | 2000 NR16                | 5 luglio 2000    | LONEOS       |
| 45773 -        | 2000 NL22                | 7 luglio 2000    | LONEOS       |
| 45774 -        | 2000 NH24                | 4 luglio 2000    | LONEOS       |
| 45775 -        | 2000 NP27                | 4 luglio 2000    | LONEOS       |
| 45776 -        | 2000 NZ28                | 2 luglio 2000    | Spacewatch   |
| 45777 -        | 2000 OZ4                 | 24 luglio 2000   | LINEAR       |
| 45778 -        | 2000 OG5                 | 24 luglio 2000   | LINEAR       |
| 45779 -        | 2000 OR6                 | 29 luglio 2000   | LINEAR       |
| 45780 -        | 2000 OA12                | 23 luglio 2000   | LINEAR       |
| 45781 -        | 2000 OD12                | 23 luglio 2000   | LINEAR       |
| 45782 -        | 2000 OE14                | 23 luglio 2000   | LINEAR       |
| 45783 -        | 2000 OV16                | 23 luglio 2000   | LINEAR       |
| 45784 -        | 2000 OZ17                | 23 luglio 2000   | LINEAR       |
| 45785 -        | 2000 OT19                | 30 luglio 2000   | LINEAR       |
| 45786 -        | 2000 OE20                | 30 luglio 2000   | LINEAR       |
| 45787 -        | 2000 OJ24                | 23 luglio 2000   | LINEAR       |
| 45788 -        | 2000 OH25                | 23 luglio 2000   | LINEAR       |
| 45789 -        | 2000 OZ26                | 23 luglio 2000   | LINEAR       |
| 45790 -        | 2000 ON42                | 30 luglio 2000   | LINEAR       |
| 45791 -        | 2000 OD45                | 30 luglio 2000   | LINEAR       |
| 45792 -        | 2000 OF45                | 30 luglio 2000   | LINEAR       |
| 45793 -        | 2000 OL48                | 31 luglio 2000   | LINEAR       |
| 45794 -        | 2000 OM48                | 31 luglio 2000   | LINEAR       |
| 45795 -        | 2000 OY49                | 31 luglio 2000   | LINEAR       |
| 45796 -        | 2000 OG54                | 29 luglio 2000   | LONEOS       |
| 45797 -        | 2000 PK1                 | 1 agosto 2000    | LINEAR       |
| 45798 -        | 2000 PH16                | 1 agosto 2000    | LINEAR       |
| 45799 -        | 2000 PZ18                | 1 agosto 2000    | LINEAR       |
| 45800 -        | 2000 PB22                | 1 agosto 2000    | LINEAR       |

## 45801-45900
| Nome                  | Designazione provvisoria | Data di scoperta  | Scopritore     |
| --------------------- | ------------------------ | ----------------- | -------------- |
| 45801 -               | 2000 PF28                | 4 agosto 2000     | NEAT           |
| 45802 -               | 2000 PV29                | 5 agosto 2000     | M. J. Holman   |
| 45803 -               | 2000 QH1                 | 23 agosto 2000    | J. Broughton   |
| 45804 -               | 2000 QP2                 | 24 agosto 2000    | LINEAR         |
| 45805 -               | 2000 QU18                | 24 agosto 2000    | LINEAR         |
| 45806 -               | 2000 QN20                | 24 agosto 2000    | LINEAR         |
| 45807 -               | 2000 QY20                | 24 agosto 2000    | LINEAR         |
| 45808 -               | 2000 QG24                | 25 agosto 2000    | LINEAR         |
| 45809 -               | 2000 QH28                | 24 agosto 2000    | LINEAR         |
| 45810 -               | 2000 QP32                | 26 agosto 2000    | LINEAR         |
| 45811 -               | 2000 QN38                | 24 agosto 2000    | LINEAR         |
| 45812 -               | 2000 QV39                | 24 agosto 2000    | LINEAR         |
| 45813 -               | 2000 QA45                | 24 agosto 2000    | LINEAR         |
| 45814 -               | 2000 QJ61                | 28 agosto 2000    | LINEAR         |
| 45815 -               | 2000 QF67                | 28 agosto 2000    | LINEAR         |
| 45816 -               | 2000 QO72                | 24 agosto 2000    | LINEAR         |
| 45817 -               | 2000 QM78                | 24 agosto 2000    | LINEAR         |
| 45818 -               | 2000 QG79                | 24 agosto 2000    | LINEAR         |
| 45819 -               | 2000 QL101               | 28 agosto 2000    | LINEAR         |
| 45820 -               | 2000 QQ102               | 28 agosto 2000    | LINEAR         |
| 45821 -               | 2000 QS114               | 24 agosto 2000    | LINEAR         |
| 45822 -               | 2000 QQ116               | 28 agosto 2000    | LINEAR         |
| 45823 -               | 2000 QC120               | 25 agosto 2000    | LINEAR         |
| 45824 -               | 2000 QB122               | 25 agosto 2000    | LINEAR         |
| 45825 -               | 2000 QW123               | 25 agosto 2000    | LINEAR         |
| 45826 -               | 2000 QX128               | 25 agosto 2000    | LINEAR         |
| 45827 -               | 2000 QV149               | 25 agosto 2000    | LINEAR         |
| 45828 -               | 2000 QK157               | 31 agosto 2000    | LINEAR         |
| 45829 -               | 2000 QR166               | 31 agosto 2000    | LINEAR         |
| 45830 -               | 2000 QW181               | 31 agosto 2000    | LINEAR         |
| 45831 -               | 2000 QW184               | 26 agosto 2000    | LINEAR         |
| 45832 -               | 2000 QK186               | 26 agosto 2000    | LINEAR         |
| 45833 -               | 2000 QX188               | 26 agosto 2000    | LINEAR         |
| 45834 -               | 2000 QU229               | 31 agosto 2000    | LINEAR         |
| 45835 -               | 2000 RZ                  | 1 settembre 2000  | LINEAR         |
| 45836 -               | 2000 RT21                | 1 settembre 2000  | LINEAR         |
| 45837 -               | 2000 RD27                | 1 settembre 2000  | LINEAR         |
| 45838 -               | 2000 RV30                | 1 settembre 2000  | LINEAR         |
| 45839 -               | 2000 RQ37                | 3 settembre 2000  | LINEAR         |
| 45840 -               | 2000 RU44                | 3 settembre 2000  | LINEAR         |
| 45841 -               | 2000 RX55                | 5 settembre 2000  | LINEAR         |
| 45842 -               | 2000 RC66                | 1 settembre 2000  | LINEAR         |
| 45843 -               | 2000 RL73                | 2 settembre 2000  | LINEAR         |
| 45844 -               | 2000 RN74                | 3 settembre 2000  | LINEAR         |
| 45845 -               | 2000 RM75                | 3 settembre 2000  | LINEAR         |
| 45846 Avdellidou      | 2000 RA96                | 4 settembre 2000  | LONEOS         |
| 45847 Gartrelle       | 2000 RC96                | 4 settembre 2000  | LONEOS         |
| 45848 -               | 2000 SY11                | 20 settembre 2000 | LINEAR         |
| 45849 -               | 2000 SG98                | 23 settembre 2000 | LINEAR         |
| 45850 -               | 2000 SH209               | 25 settembre 2000 | LINEAR         |
| 45851 -               | 2000 SH239               | 27 settembre 2000 | LINEAR         |
| 45852 -               | 2000 SG259               | 24 settembre 2000 | LINEAR         |
| 45853 -               | 2000 SN263               | 26 settembre 2000 | LINEAR         |
| 45854 -               | 2000 SR285               | 23 settembre 2000 | LINEAR         |
| 45855 Susumuyoshitomi | 2000 TA2                 | 3 ottobre 2000    | BATTeRS        |
| 45856 -               | 2000 TO38                | 1 ottobre 2000    | LINEAR         |
| 45857 -               | 2000 TH61                | 2 ottobre 2000    | LONEOS         |
| 45858 -               | 2000 UP7                 | 24 ottobre 2000   | LINEAR         |
| 45859 -               | 2000 UG13                | 25 ottobre 2000   | LINEAR         |
| 45860 -               | 2000 UG27                | 24 ottobre 2000   | LINEAR         |
| 45861 -               | 2000 UZ37                | 24 ottobre 2000   | LINEAR         |
| 45862 -               | 2000 UQ51                | 24 ottobre 2000   | LINEAR         |
| 45863 -               | 2000 UQ81                | 24 ottobre 2000   | LINEAR         |
| 45864 -               | 2000 UO97                | 25 ottobre 2000   | LINEAR         |
| 45865 -               | 2000 UT97                | 25 ottobre 2000   | LINEAR         |
| 45866 -               | 2000 UX109               | 31 ottobre 2000   | LINEAR         |
| 45867 -               | 2000 VS17                | 1 novembre 2000   | LINEAR         |
| 45868 -               | 2000 VB20                | 1 novembre 2000   | LINEAR         |
| 45869 -               | 2000 VG34                | 1 novembre 2000   | LINEAR         |
| 45870 -               | 2000 VW37                | 1 novembre 2000   | LINEAR         |
| 45871 -               | 2000 VD38                | 1 novembre 2000   | LINEAR         |
| 45872 -               | 2000 VR49                | 2 novembre 2000   | LINEAR         |
| 45873 -               | 2000 VK61                | 9 novembre 2000   | LINEAR         |
| 45874 -               | 2000 WM3                 | 17 novembre 2000  | LINEAR         |
| 45875 -               | 2000 WJ19                | 25 novembre 2000  | C. W. Juels    |
| 45876 -               | 2000 WD27                | 26 novembre 2000  | W. K. Y. Yeung |
| 45877 -               | 2000 WR29                | 21 novembre 2000  | LINEAR         |
| 45878 Sadaoaoki       | 2000 WX29                | 23 novembre 2000  | BATTeRS        |
| 45879 -               | 2000 WR33                | 20 novembre 2000  | LINEAR         |
| 45880 -               | 2000 WG49                | 21 novembre 2000  | LINEAR         |
| 45881 -               | 2000 WD55                | 20 novembre 2000  | LINEAR         |
| 45882 -               | 2000 WX61                | 21 novembre 2000  | LINEAR         |
| 45883 -               | 2000 WL87                | 20 novembre 2000  | LINEAR         |
| 45884 -               | 2000 WB93                | 21 novembre 2000  | LINEAR         |
| 45885 -               | 2000 WX95                | 21 novembre 2000  | LINEAR         |
| 45886 -               | 2000 WL115               | 20 novembre 2000  | LINEAR         |
| 45887 -               | 2000 WS117               | 20 novembre 2000  | LINEAR         |
| 45888 -               | 2000 WL130               | 20 novembre 2000  | Spacewatch     |
| 45889 -               | 2000 WU130               | 20 novembre 2000  | LONEOS         |
| 45890 -               | 2000 WS169               | 26 novembre 2000  | W. K. Y. Yeung |
| 45891 -               | 2000 WG178               | 28 novembre 2000  | Spacewatch     |
| 45892 -               | 2000 WR179               | 26 novembre 2000  | LINEAR         |
| 45893 -               | 2000 XL7                 | 1 dicembre 2000   | LINEAR         |
| 45894 -               | 2000 XW15                | 1 dicembre 2000   | LINEAR         |
| 45895 -               | 2000 XV25                | 4 dicembre 2000   | LINEAR         |
| 45896 -               | 2000 XT27                | 4 dicembre 2000   | LINEAR         |
| 45897 -               | 2000 XB28                | 4 dicembre 2000   | LINEAR         |
| 45898 -               | 2000 XQ49                | 4 dicembre 2000   | LINEAR         |
| 45899 -               | 2000 XS49                | 4 dicembre 2000   | LINEAR         |
| 45900 -               | 2000 YG10                | 20 dicembre 2000  | LINEAR         |

## 45901-46000
| Nome    | Designazione provvisoria | Data di scoperta | Scopritore     |
| ------- | ------------------------ | ---------------- | -------------- |
| 45901 - | 2000 YH16                | 23 dicembre 2000 | W. K. Y. Yeung |
| 45902 - | 2000 YJ18                | 20 dicembre 2000 | LINEAR         |
| 45903 - | 2000 YL18                | 20 dicembre 2000 | LINEAR         |
| 45904 - | 2000 YV29                | 27 dicembre 2000 | T. Kobayashi   |
| 45905 - | 2000 YF34                | 28 dicembre 2000 | LINEAR         |
| 45906 - | 2000 YW34                | 28 dicembre 2000 | LINEAR         |
| 45907 - | 2000 YC35                | 28 dicembre 2000 | LINEAR         |
| 45908 - | 2000 YE51                | 30 dicembre 2000 | LINEAR         |
| 45909 - | 2000 YE53                | 30 dicembre 2000 | LINEAR         |
| 45910 - | 2000 YN57                | 30 dicembre 2000 | LINEAR         |
| 45911 - | 2000 YX63                | 30 dicembre 2000 | LINEAR         |
| 45912 - | 2000 YZ64                | 30 dicembre 2000 | Spacewatch     |
| 45913 - | 2000 YV67                | 28 dicembre 2000 | LINEAR         |
| 45914 - | 2000 YE68                | 28 dicembre 2000 | LINEAR         |
| 45915 - | 2000 YN68                | 28 dicembre 2000 | LINEAR         |
| 45916 - | 2000 YU68                | 28 dicembre 2000 | LINEAR         |
| 45917 - | 2000 YE91                | 30 dicembre 2000 | LINEAR         |
| 45918 - | 2000 YT96                | 30 dicembre 2000 | LINEAR         |
| 45919 - | 2000 YZ103               | 28 dicembre 2000 | LINEAR         |
| 45920 - | 2000 YP104               | 28 dicembre 2000 | LINEAR         |
| 45921 - | 2000 YU104               | 28 dicembre 2000 | LINEAR         |
| 45922 - | 2000 YN105               | 28 dicembre 2000 | LINEAR         |
| 45923 - | 2000 YV107               | 30 dicembre 2000 | LINEAR         |
| 45924 - | 2000 YZ108               | 30 dicembre 2000 | LINEAR         |
| 45925 - | 2000 YK111               | 30 dicembre 2000 | LINEAR         |
| 45926 - | 2000 YT112               | 30 dicembre 2000 | LINEAR         |
| 45927 - | 2000 YR113               | 30 dicembre 2000 | LINEAR         |
| 45928 - | 2000 YB116               | 30 dicembre 2000 | LINEAR         |
| 45929 - | 2000 YP116               | 30 dicembre 2000 | LINEAR         |
| 45930 - | 2000 YQ117               | 30 dicembre 2000 | LINEAR         |
| 45931 - | 2000 YF121               | 21 dicembre 2000 | LINEAR         |
| 45932 - | 2000 YT121               | 22 dicembre 2000 | NEAT           |
| 45933 - | 2000 YU128               | 29 dicembre 2000 | NEAT           |
| 45934 - | 2000 YK129               | 29 dicembre 2000 | Spacewatch     |
| 45935 - | 2000 YU132               | 30 dicembre 2000 | LONEOS         |
| 45936 - | 2000 YB133               | 30 dicembre 2000 | LONEOS         |
| 45937 - | 2000 YD133               | 30 dicembre 2000 | LONEOS         |
| 45938 - | 2001 AV4                 | 2 gennaio 2001   | LINEAR         |
| 45939 - | 2001 AE7                 | 2 gennaio 2001   | LINEAR         |
| 45940 - | 2001 AZ10                | 2 gennaio 2001   | LINEAR         |
| 45941 - | 2001 AM13                | 2 gennaio 2001   | LINEAR         |
| 45942 - | 2001 AX13                | 2 gennaio 2001   | LINEAR         |
| 45943 - | 2001 AU16                | 2 gennaio 2001   | LINEAR         |
| 45944 - | 2001 AW16                | 2 gennaio 2001   | LINEAR         |
| 45945 - | 2001 AM17                | 2 gennaio 2001   | LINEAR         |
| 45946 - | 2001 AU17                | 2 gennaio 2001   | LINEAR         |
| 45947 - | 2001 AY17                | 2 gennaio 2001   | LINEAR         |
| 45948 - | 2001 AP18                | 2 gennaio 2001   | LINEAR         |
| 45949 - | 2001 AS23                | 3 gennaio 2001   | LINEAR         |
| 45950 - | 2001 AL25                | 4 gennaio 2001   | LINEAR         |
| 45951 - | 2001 AE29                | 4 gennaio 2001   | LINEAR         |
| 45952 - | 2001 AS31                | 4 gennaio 2001   | LINEAR         |
| 45953 - | 2001 AZ33                | 4 gennaio 2001   | LINEAR         |
| 45954 - | 2001 AP38                | 3 gennaio 2001   | LONEOS         |
| 45955 - | 2001 AK40                | 3 gennaio 2001   | LONEOS         |
| 45956 - | 2001 AG41                | 3 gennaio 2001   | LINEAR         |
| 45957 - | 2001 AQ44                | 15 gennaio 2001  | T. Kobayashi   |
| 45958 - | 2001 AF45                | 15 gennaio 2001  | T. Kobayashi   |
| 45959 - | 2001 AA51                | 15 gennaio 2001  | Spacewatch     |
| 45960 - | 2001 BX                  | 17 gennaio 2001  | T. Kobayashi   |
| 45961 - | 2001 BA6                 | 18 gennaio 2001  | LINEAR         |
| 45962 - | 2001 BM11                | 20 gennaio 2001  | NEAT           |
| 45963 - | 2001 BX14                | 21 gennaio 2001  | T. Kobayashi   |
| 45964 - | 2001 BE15                | 21 gennaio 2001  | T. Kobayashi   |
| 45965 - | 2001 BP20                | 19 gennaio 2001  | LINEAR         |
| 45966 - | 2001 BS23                | 20 gennaio 2001  | LINEAR         |
| 45967 - | 2001 BF24                | 20 gennaio 2001  | LINEAR         |
| 45968 - | 2001 BG25                | 20 gennaio 2001  | LINEAR         |
| 45969 - | 2001 BC26                | 20 gennaio 2001  | LINEAR         |
| 45970 - | 2001 BZ27                | 20 gennaio 2001  | LINEAR         |
| 45971 - | 2001 BF29                | 20 gennaio 2001  | LINEAR         |
| 45972 - | 2001 BU30                | 20 gennaio 2001  | LINEAR         |
| 45973 - | 2001 BP33                | 20 gennaio 2001  | LINEAR         |
| 45974 - | 2001 BG35                | 20 gennaio 2001  | LINEAR         |
| 45975 - | 2001 BV40                | 21 gennaio 2001  | LINEAR         |
| 45976 - | 2001 BT41                | 25 gennaio 2001  | Spacewatch     |
| 45977 - | 2001 BU44                | 19 gennaio 2001  | LINEAR         |
| 45978 - | 2001 BY44                | 19 gennaio 2001  | LINEAR         |
| 45979 - | 2001 BZ46                | 21 gennaio 2001  | LINEAR         |
| 45980 - | 2001 BT48                | 21 gennaio 2001  | LINEAR         |
| 45981 - | 2001 BW50                | 28 gennaio 2001  | T. Kobayashi   |
| 45982 - | 2001 BE51                | 27 gennaio 2001  | NEAT           |
| 45983 - | 2001 BF54                | 18 gennaio 2001  | Spacewatch     |
| 45984 - | 2001 BK56                | 19 gennaio 2001  | LINEAR         |
| 45985 - | 2001 BW59                | 26 gennaio 2001  | LINEAR         |
| 45986 - | 2001 BC66                | 26 gennaio 2001  | LINEAR         |
| 45987 - | 2001 BF66                | 26 gennaio 2001  | LINEAR         |
| 45988 - | 2001 BK66                | 26 gennaio 2001  | LINEAR         |
| 45989 - | 2001 BA67                | 30 gennaio 2001  | LINEAR         |
| 45990 - | 2001 BT69                | 31 gennaio 2001  | LINEAR         |
| 45991 - | 2001 BQ70                | 26 gennaio 2001  | LINEAR         |
| 45992 - | 2001 BX70                | 29 gennaio 2001  | LINEAR         |
| 45993 - | 2001 BE71                | 29 gennaio 2001  | LINEAR         |
| 45994 - | 2001 BQ71                | 29 gennaio 2001  | LINEAR         |
| 45995 - | 2001 BB72                | 31 gennaio 2001  | LINEAR         |
| 45996 - | 2001 BY72                | 27 gennaio 2001  | NEAT           |
| 45997 - | 2001 BO73                | 29 gennaio 2001  | LINEAR         |
| 45998 - | 2001 BZ75                | 26 gennaio 2001  | LINEAR         |
| 45999 - | 2001 BE77                | 26 gennaio 2001  | LINEAR         |
| 46000 - | 2001 BO79                | 21 gennaio 2001  | LINEAR         |